# アンドリュー・フィッシャー
アンドリュー・フィッシャー（Andrew Fisher、1862年8月29日 - 1928年10月22日）は、オーストラリアの政治家、労働組合活動家。第5代首相（1908年 - 1909年、1910年 - 1913年、1914年 - 1915年）、オーストラリア労働党党首。党首として初めて労働党を総選挙で勝利に導き、同党の安定政権を樹立した。
スコットランドのエアシャー出身。近くの炭鉱で働くため学校を中退し、17歳でエアシャー炭鉱夫組合の地元支部の書記に就任した。1885年にオーストラリアへ移住し、クイーンズランド植民地（のちのクイーンズランド州）ギンピーに落ち着いた。その後も労働組合運動を続け、1893年に労働党所属のクイーンズランド植民地議会議員となった。1896年の選挙では落選したが、1899年の選挙で再び当選し、短期間ではあったが首相アンダーソン・ドーソンのもとで閣僚を務めた。
1901年にオーストラリア連邦が誕生すると、ワイド・ベイ選挙区から連邦議会議員に選出された。1904年には、短命に終わったクリス・ワトソン政権の貿易・関税担当相を務めた。翌年、労働党副党首に選出され、1907年にはワトソンの後継の党首となった。党首就任当初は保護貿易論者であった首相アルフレッド・ディーキンの少数与党政権に協力していたが、翌年11月に協力を取りやめ、ディーキンを辞任に追い込んだ。これによって、フィッシャーが後継となる少数与党政権を樹立した。しかし、第1次政権は数ヶ月間しか続かず、1909年6月には新たに反社会主義を掲げ自由党を設立したディーキンに首相の座を奪われた。
1910年の総選挙では労働党が勝利し、フィッシャーのもとで初の安定政権を得た。この第2次政権は老齢および障害者年金、労働者の権利の法制上の明文化、オーストラリア・コモンウェルス銀行の設立、オーストラリア横断鉄道の着工、現在のオーストラリア首都特別地域の設立など、広範な改革を断行した。しかし、1913年の総選挙では自由党に惜敗し、ジョゼフ・クックに首相職を明け渡した。
翌年、クックは議会の解散を余儀なくされ、史上初の上下両院解散となった。このうち下院で労働党は再び過半数を獲得し、フィッシャーが第3次政権を始動させた。選挙期間中に、オーストラリアはイギリスを「最後のひとり、最後の1シリングに至るまで」守るとフィッシャーがうたったのは有名である。しかし、第一次世界大戦が勃発すると参戦をめぐって揺れ、1915年10月に同じ労働党のビリー・ヒューズに首相職を委ねて辞任した。その後はオーストラリアの駐英高等弁務官に指名され、1916年から1920年まで在任した。退任後、一旦オーストラリアに帰国したが、まもなくロンドンに隠退し、66歳で死去した。5年にわたる通算在任期間は、労働党所属の首相としてはボブ・ホークに次いで過去2番目に長い。